# Семейни въпроси
„Семейни въпроси“ (на английски: Family Matters) е американски ситком, създаден от Уилям Бикли и Майкъл Уорън, излъчван по телевизиите ABC в периода 1989 – 1997 г. и CBS 1997 – 1998 г.
Сериалът представя американското чернокожо семейство от средна класа Уинслоу, живеещо в Чикаго, и техният непохватен съсед тийнейджъра Стив Ъркъл. Първоначално персонажът на Ъркъл заема епизодична роля, но постепенно образът печели популярност и става един от централните.
Шоуто започва като продължение на „Напълно непознати“ и бързо става един от най-популярните сериали в Америка. Задържа се на екрана цели 9 години, като печели 8 международни награди и 15 номинации.

## Сюжет
Сериалът се фокусира върху чернокожото семейство Уинслоу, които живеят в Чикаго. Глава на фамилията е избухливият полицай Карл, женен за остроумната Хариет. Техни деца са: най-големия син Едуард; средната дъщеря Лора и най-малката Джуди (персонажът ѝ спира участие от четвърти сезон нататък). Със семейството живее и по-малката сестра на Хариет, Рейчъл Кроуфорд, заедно със сина си малкия Ричи, които се преместват в дома на Уинслоу след смъртта на съпруга ѝ. В пилотния епизод „The Mama Who Came to Dinner“ (Майката, която дойде на вечеря) към фамилията се присъединява взискателната и строга майка на Карл Естел, обикновена наричана „Мама Уинслоу“. Съсед на Уинслоу е досадния и непохватен зубър Стив Ъркъл, влюбен безнадеждно в Лора. Персонажът на Ъркел е представен по-сериозно в епизода „Laura's First Date“ (Първата среща на Лора). Впоследствие образът му придобива по-важна и централна роля в шоуто.

## „Семейни въпроси“ в България
Ситкомът се излъчва в България от 15 октомври 2009 до около 2015 г. по Евроком, преведен като „Семейни връзки“.
Дублажът е на студио Доли. Ролите се озвучават от артистите Адриана Андреева, Ива Апостолова, Кристиян Фоков и Стоян Цветков.